# Giornata internazionale contro la corruzione
La Giornata internazionale contro la corruzione è stata celebrata ogni anno, il 9 dicembre, dall'approvazione della Convenzione delle Nazioni Unite contro la corruzione il 31 ottobre 2003 per sensibilizzare l'opinione pubblica sulla lotta alla corruzione.
La Convenzione afferma, in parte, che l'ONU è:
preoccupato per la gravità dei problemi e delle minacce poste dalla corruzione alla stabilità e alla sicurezza delle società, che mina le istituzioni e i valori della democrazia, dei valori etici e della giustizia e mette a rischio lo sviluppo sostenibile e lo stato di diritto
e delega alla Convenzione il potere di:
promuovere e rafforzare le misure per prevenire e combattere la corruzione in modo più efficiente ed efficace... promuovere, facilitare e sostenere la cooperazione internazionale e l'assistenza tecnica nella prevenzione e nella lotta alla corruzione... [e] promuovere l'integrità, la responsabilità e la corretta gestione degli affari pubblici e proprietà…
La campagna "Your NO Counts" è una campagna internazionale congiunta creata dal Programma delle Nazioni Unite per lo sviluppo e dall'Ufficio delle Nazioni Unite contro la droga e il crimine per celebrare la Giornata internazionale contro la corruzione (9 dicembre) e sensibilizzare sulla corruzione e su come combatterla.
La campagna internazionale congiunta del 2009 si è concentrata su come la corruzione ostacola gli sforzi per raggiungere gli obiettivi di sviluppo del millennio concordati a livello internazionale, mina la democrazia e lo stato di diritto, porta a violazioni dei diritti umani, distorce i mercati, erode la qualità della vita e consente la criminalità organizzata, il terrorismo e altri minacce alla sicurezza umana per prosperare.